# Улица Гростонас
Улица Гро́стонас (латыш. Grostonas iela) находится в Риге, в Видземском предместье, в микрорайоне Скансте. Начинается от улицы Спорта, ведёт в северо-восточном направлении, параллельно улице Сканстес, и заканчивается тупиком после перекрёстка с улицей Яня Далиня.
Общая длина улицы Гростонас — 1098 метров. На всём протяжении асфальтирована. Движение по улице двустороннее, ширина проезжей части 11 м. Общественный транспорт по улице не курсирует.

## История
Улица Гростонас встречается в списках городских улиц с 1932 года под своим нынешним названием, которое никогда не изменялось. Оно дано в честь села Гростона (ныне Муйжниеки) в Берзаунской волости Мадонского края.

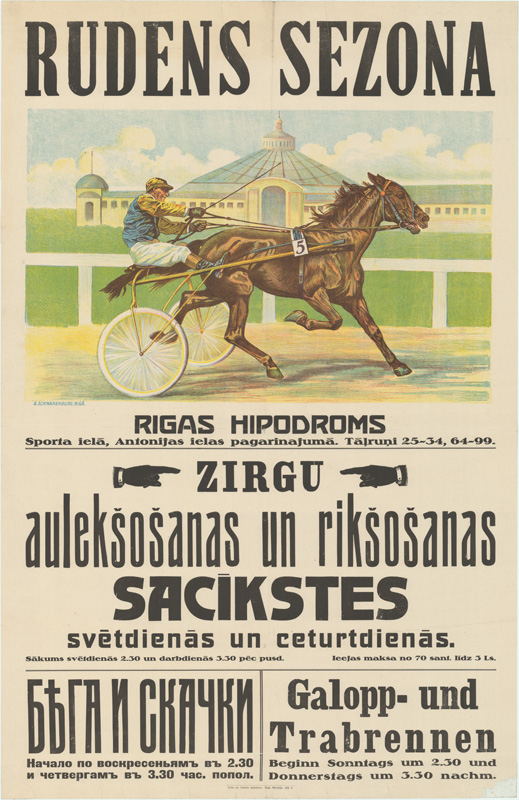
Афиша Рижского ипподрома, расположенного на «продолжении улицы Антонияс».

Однако и ранее здесь существовала тупиковая дорога без застройки, считавшаяся продолжением улицы Антонияс. Эта дорога вела к городскому ипподрому, устроенному здесь в 1904 году, восстановленному после войны и значительно благоустроенному в 1925 году (в частности, были сооружены трибуны на 600 зрителей). Ипподром на улице Гростонас был не единственным, но наиболее известным в городе. Он действовал до 1965 года. Там проводились также соревнования по лёгкой атлетике, футболу, автоспорту. С 1970-х годов на месте ипподрома был устроен стадион «Трудовые резервы», в 1990-е — стадион Балтийского центра регби, а в 2000-х годах построен Олимпийский спортивный центр.
В 1920-1930-е годы в окрестностях ипподрома было организовано несколько садовых обществ.
По состоянию на 1940 год, к улице Гростонас относилось 3 земельных участка.
До 2005 года улица Гростонас заканчивалась тупиком уже после перекрёстка с ул. Малпилс, однако с постройкой спортивного комплекса «Арена Рига» улица была продлена до ул. Яня Далиня.

## Примечательные объекты
- Дом № 2 — (1912, архитектор Э. Фризендорф) — здание принадлежало Лифляндскому немецкому обществу, в 1920-е годы там работала 4-я городская немецкая основная школа, в 1930-е — «дом учеников немецких ремесленников» (приют)[4].

- Дом № 4 — детский сад-ясли № 59 швейной фабрики «Rosme» (1960–1962, проект института «Латгипрогорстрой»).

- К улице Гростонас своим задним фасадом выходит здание Rietumu Capital Centre (ул. Весетас, 7).

- Дом № 5 — бывший детский сад с бассейном (1988), в 1993–1995 перестроен под среднюю школу «Ханзас».

- Дом № 6 — детский сад № 49 (1970, рассчитан на 280 детей).

- Весь квартал по нечётной стороне, между улицами Малпилс и Яня Дикманя, занимает спортивно-концертный комплекс «Арена Рига» (2006), а напротив него, по чётной стороне (ул. Гростонас, 6B), расположен Олимпийский спортивный центр[англ.] (2005).

- Между улицами Гростонас и Весетас, в их средней части, разбит парк Скансте (ул. Гростонас, 16).

- Дом № 29 — одна из так называемых «высоток Скансте» (комплекс 24-этажных домов, построенный в 2008–2012 годах).

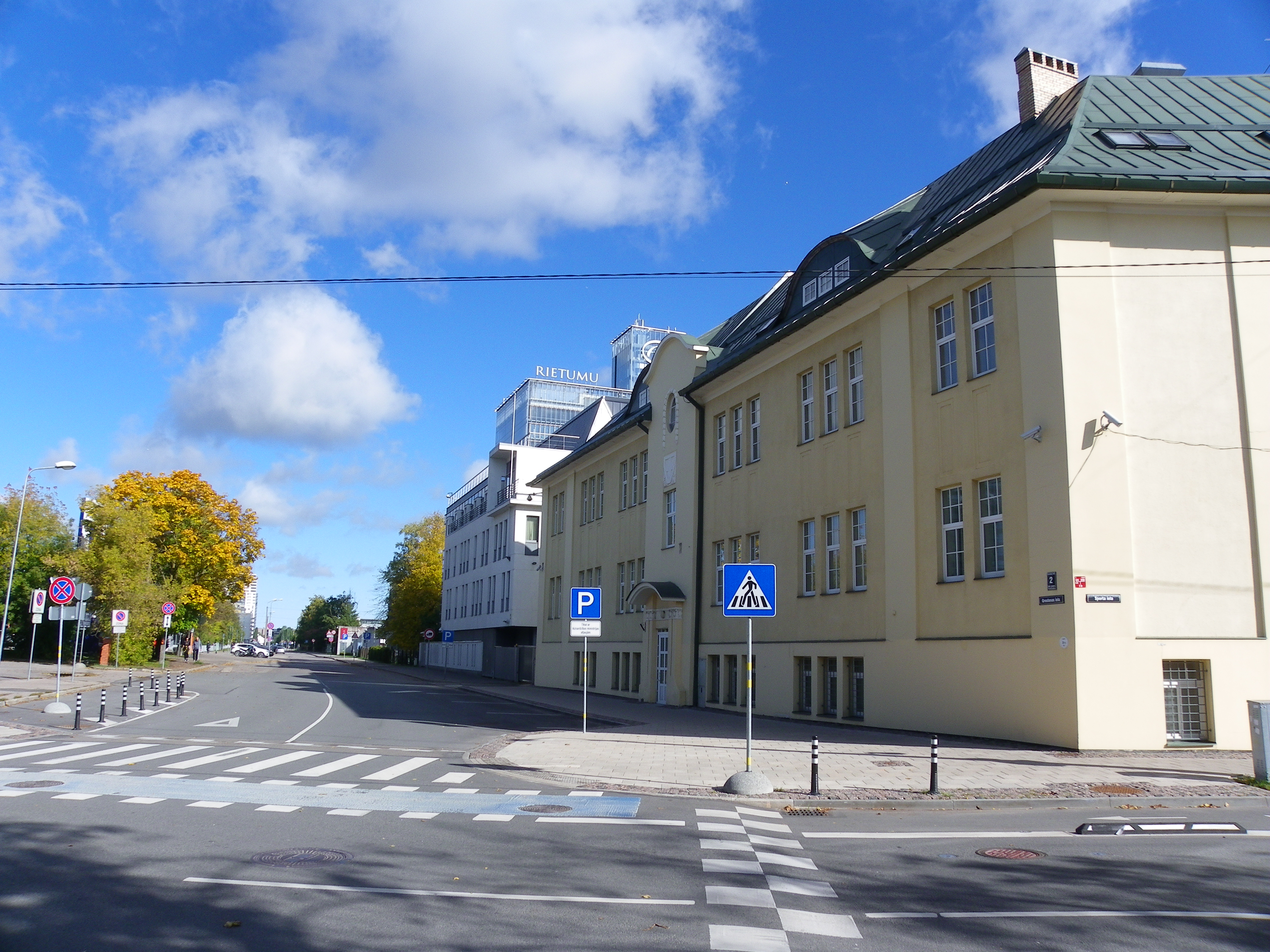
Начало улицы, справа дом № 2
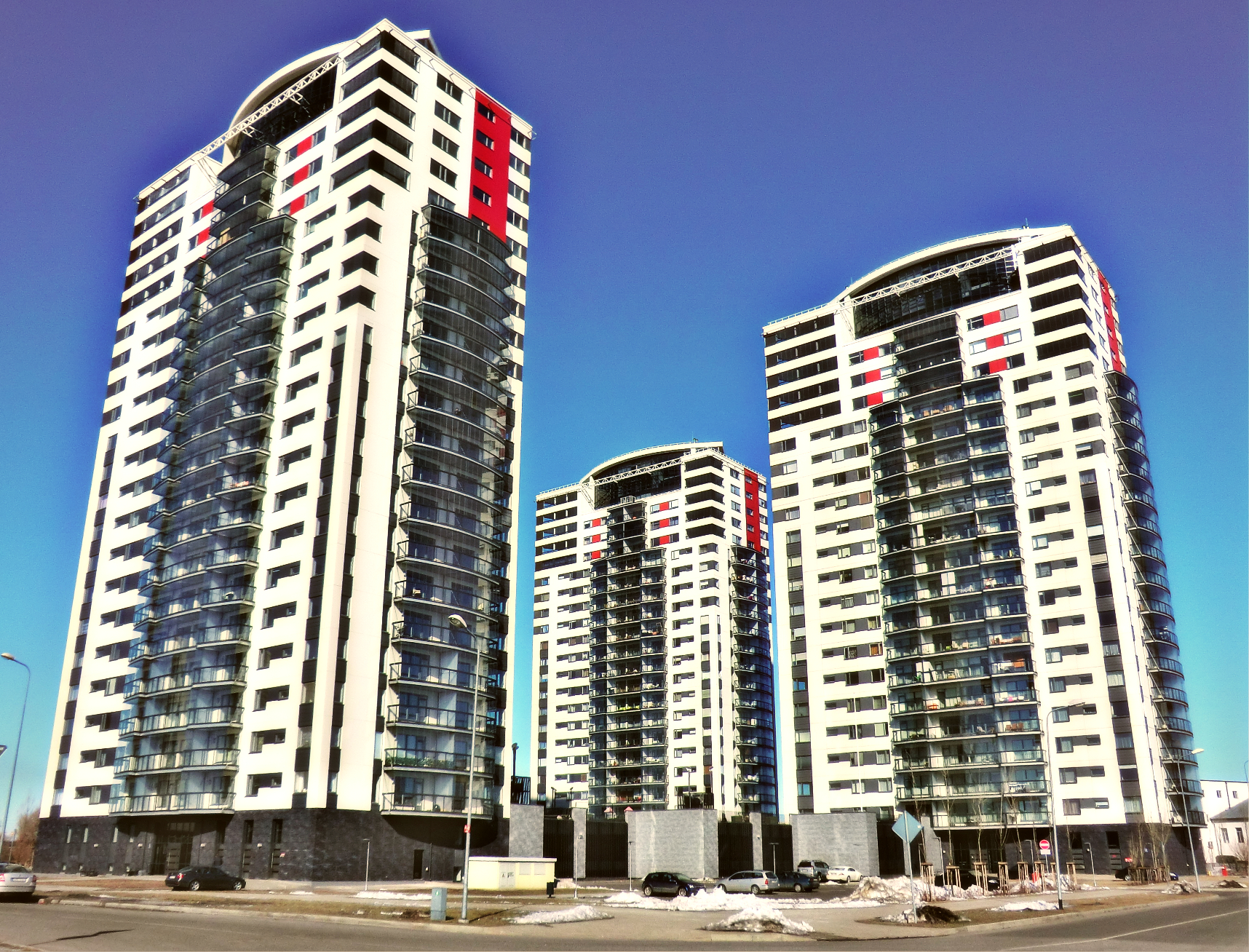
«Высотки Скансте», вид от ул. Гростонас
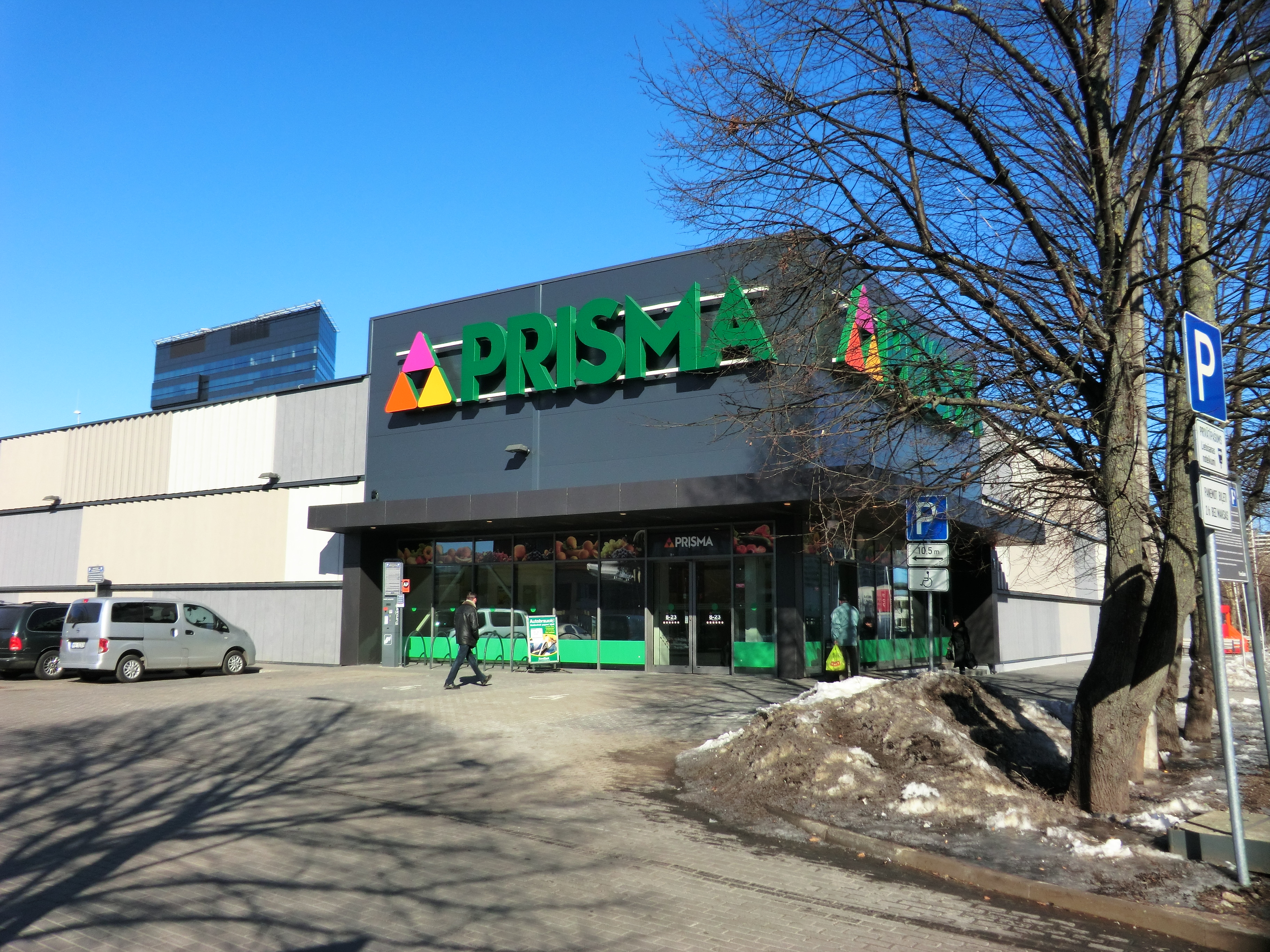
Супермаркет «Prisma», 2013 г.

## Прилегающие улицы
Улица Гростонас пересекается со следующими улицами:
- Улица Спорта
- Улица Малпилс
- Улица Яня Дикманя
- Улица Яня Далиня